# 六四事件二十二週年
2011年是辛亥革命100週年及六四事件二十二週年。從1989年的六四事件發生起至今，香港市民支援愛國民主運動聯合會（支聯會）一直舉辦維園六四燭光晚會。而每年堅持參加燭光晚會的支聯會主席司徒華先生於2011年初病故，外界觀望香港民主動員力量是否會消減。此次維園六四燭光晚會的主題「平反六四，革命尚未成功；建設民主，同志仍需努力」是由司徒華生前親自勾勒。

## 中國大陆
六月四日臨近前中國一批支持民主人士被國保約談，禁止他們參加任何形式的悼念活動，甚至是連白色衣服也不得穿著、不許接受媒體採訪、不得外出聚會。還有許多中國異議人士遭到了中國政府的監視與警告，北京的大街小巷上警察與便衣開始增多，連不起眼的小地方有時都會出現。由於2011年初發生的中東革命與“中國茉莉花革命”後中共大為緊張，於是限制學生的自由活動，甚至組織活動，北京高校附近便衣、警車暴增。
特別的是有一位廖姓香港人前去北京大學購時書在經過一條北大學生宿舍通往飯堂必經之路時發現水泥路面上有刻著「平反六四」四個字（根據混凝土凝固程度應為5月初左右所刻），廖先生拍照時周邊學生只是看了一下並沒有圍觀，很多學生保持低調未向校方舉報。
公開呼籲平反六四與簽署零八憲章的北大教授夏業良被有關部門約談，零八憲章首批簽署者和北京自由撰稿人莫之許也被警方警告。

## 香港

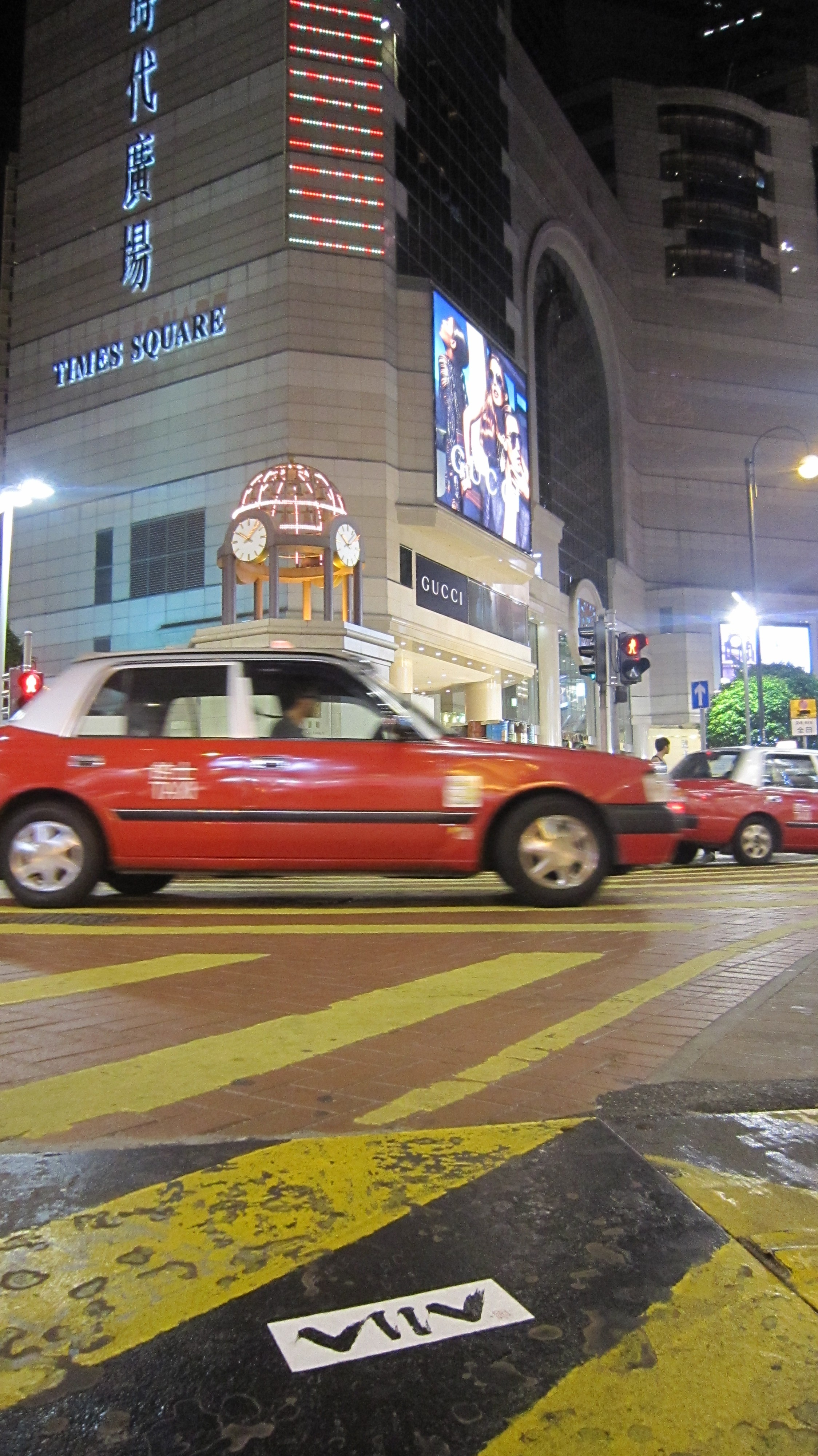
一張喻意「六四」的「VIIV」貼紙被貼在時代廣場附近

本次香港的主體紀念活動仍與往年一樣為維園六四燭光晚會，主題是「平反六四，革命尚未成功；建設民主，同志仍需努力」，有15萬人參加，平了歷年悼念人數的紀錄。新增的是教協和支聯會在6月3日晚至6月4日舉行主要由學生參與的22小時體驗營活動，目的是讓年輕人更了解六四。
5月18日泛民主派議員、支聯會主席李卓人於立法會上再次提出“毋忘六四事件，平反八九民運”議案，與往12年同樣遭建制派抵制未能通過。5月22日支聯會舉行了主旨為要求平反六四與釋放艾未未的放飛“民主風箏行動”，民主風箏的緣由是六四學運時北京學生放風箏表達對民主的嚮往。支聯會還於5月28日在銅鑼灣時代廣場豎立了民主女神像來宣傳六四22周年紀念活動，今次沒有與2010年一樣遭到香港警方與食環署干預，5月29日舉辦了愛國民主大遊行。

## 臺灣
臺灣有由六四學生領袖王丹，和其他如黃俊傑、金昱、林家興、凃京威、吳君薇、周慶昌等學生組成的「臺灣學生促進中國民主化聯合工作小組」召集的於中正紀念堂舉辦的「六四」二十二周年臺灣悼念晚會，約有400人參加。

## 日本
六四紀錄片《長城外》在東京於5月21日首放，在六四此天公映。此片由在日的作家翰光用了3年時間製作，內容為20位海外流亡的名人講述從文革、西單民主牆到六四的這段歷史，受訪者包括楊建利、王丹、高行健、鄭義、黃翔等人。

## 美國
民運人士謝萬軍呼籲中國人於紀念日這天到省會城市廣場“站一會”，未能前去的穿素色衣服以彰顯悼念之意。楊建利發起全球徵集簽名活動，還和眾多民運人士起稿一份給聯合國秘書長的公開信，期望聯合國人權理事會審視中國侵犯人權的行為，要求參照制裁利比亞獨裁者卡扎菲的1970號和1973號決議來運用到中共身上。

## 外部連結
- 「六四」二十二周年臺灣悼念晚會
- 「六四」二十二周年燭光悼念集會